# 贺兰山蝇子草
贺兰山蝇子草（学名：Silene alaschanica）是石竹科蝇子草属的植物，为中国的特有植物。分布于中国大陆的宁夏、内蒙古等地，生长于海拔2,000米至2,700米的地区，一般生于山地灌丛以及沟岸草地，目前尚未由人工引种栽培。

## 异名
- Melandrium alaschanicum (Maxim.) Y. Z. Zhao